# Qingyangyi (köpinghuvudort i Kina, Shaanxi, lat 33,08, long 106,39)
Qingyangyi är en köpinghuvudort i Kina. Den ligger i provinsen Shaanxi, i den nordvästra delen av landet, omkring 270 kilometer sydväst om provinshuvudstaden Xi'an. Antalet invånare är 7 823. Befolkningen består av 3 827 kvinnor och 3 996 män. Barn under 15 år utgör 15,0 %, vuxna 15-64 år 72 %, och äldre över 65 år 12,0 %.
Runt Qingyangyi är det ganska tätbefolkat, med 90 invånare per kvadratkilometer. Närmaste större samhälle är Da'an, 9,3 km väster om Qingyangyi. I omgivningarna runt Qingyangyi växer i huvudsak blandskog.
Genomsnittlig årsnederbörd är 1 059 millimeter. Den regnigaste månaden är juli, med i genomsnitt 243 mm nederbörd, och den torraste är december, med 2 mm nederbörd.